# CLEAR (坂本真綾の曲)
「CLEAR」（クリア）は、坂本真綾の楽曲。27作目のシングルとして2018年1月31日にFlying Dogから発売された。

## 概要
シングル作品としては前作「Million Clouds」から約1年半ぶりのリリース。
表題曲は、テレビアニメ『カードキャプターさくら クリアカード編』のオープニングテーマ。『カードキャプターさくら』のタイアップは、1999年発売の「プラチナ」以来となる。
カップリングには2017年6月4日に広島県の厳島神社にて演奏された「プラチナ」のライブ音源をボーナス・トラックとして収録している。

## 収録曲
1. CLEAR
作詞：坂本真綾 作曲：水野良樹（いきものがかり） 編曲：河野伸
  - BSプレミアムアニメ『カードキャプターさくら クリアカード編』オープニングテーマ
  - 作詞に当たって坂本は「clear」という単語から「透明な」「透き通った」といった意味を連想したが、監督の浅香守生から「何かを達成する」「難関を突破する」といった意味も感じられるようにしてほしいと依頼された[1]。
2. レコード
作詞：坂本真綾 作曲：堂島孝平　編曲：矢野博康
3. プラチナ〜Acoustic Live ver.〜　（2017年6月4日　広島・嚴島神社にて収録）
4. CLEAR-Instrumental-
5. レコード-Instrumental-